# Кондратюк, Нестор Павлович
Кондратюк Нестор Павлович (укр. Кондратюк Нестор Павлович; 5 апреля 1937, с. Людвинов, Люблинское воеводство, Польша — 6 июля 2014, Винница, Украина) — украинский актёр. Народный артист Украинской ССР.

## Биография
Родился 5 апреля 1937 года в с. Людвинов (Хелмского повета Люблинского воеводства (Польши). Во время Великой Отечественной войны, в ходе Висло-Одерской операции советских войск 1945 года семью депортировали под Каменец-Подольский, в село Залесье. Когда начался там голод, вынуждены были переехать на Волынь к родственникам, которые были также депортированными.
В 1952–1955 годах учился в культурно-просветительском училище г. Киверцы Волынской области. По окончании работал в течение года на должности методиста клубной работы в Киверцах. В 1956 году был призван в ряды Советской армии, служил в Виннице. Принимая активное участие в художественной самодеятельности Дома офицеров, стал артистом балета, а после службы прошёл отбор в Винницкий театр.
В 1961–1965 годах учился в Киевском институте театрального искусства им. И. К. Карпенко-Карого на актерском факультете, курс В. Быковца. По окончании учебного заведения год работал в Одесском театре имени Октябрьской революции. С 1966 года артист Винницкого муздрамтеатра имени Н. Садовского.
В 1974 году был удостоен звания заслуженного артиста Украинской ССР; в 1981 году получил звание народного артиста Украинской ССР.

## Семья
В 1961 году женился на солистке балета Маргарите Галеже (умерла в 2005). В 1962 году них родился сын Максим, в настоящее время тележурналист, в 1968 году родилась дочь Екатерина.

## Роли в театре
Являлся ведущим артистом Винницкого театра им. Н. Садовского, сыграл свыше 200 ролей. В том числе:
- Сталин — «Война» (И. Стаднюка). Реж. — В. Селезнёв,
- Швейк — «Бравый солдат Швейк» (Я. Гашека). Реж. — В.Лукашов,
- Кочубей — «Мазепа» (инсценировка В. Селезнёва по произведениям Б. Лепкого). Реж. — В. Селезнёв,
- Дьяк — «Маруся Чурай» (Л. Костенко). Реж. — В. Селезнёв,
- Иосиф, слуга Хлестакова — «Ревизор» (Н. Гоголя). Реж. — В. Селезнёв,
- Антонио — «Безумный день, или Женитьба Фигаро» (Бомарше). Реж. — В. Селезнёв,
- Дед — «Осенняя мелодия» (В. Селезнёва). Реж. — В. Селезнёв,,
- Реб Мордхеле — «Хелемские мудрецы» (М. Гершензона). Реж. — В. Сикорский,
- Старик — «Незаконченная история» (В. Селезнёва). Реж. — В. Селезнёв.

## Фильмография
1. 1985 — Встретимся в метро — метростроевец
2. 1985 — Легенда о бессмертии
3. 1986 — Игорь Саввович — Дмитрий Никитович Сиротин, полковник милиции
4. 1988 — Земляки — Лагутин
5. 1992 — Господи, прости нас грешных (Украина) — эпизод
6. 1993 — Три плача по Степану (укр. Три плачі над Степаном; Украина)
7. 2003 — Роковая ошибка (укр. Фатальна помилка; Украина) — Платоненко
8. 2003 — Возвращение Мухтара-2 (38-я серия «Старинная монета»)
9. 2005 — Далёкий выстрел (Украина) — старик с ребёнком

## Награды
За весомый личный вклад в культурное развитие Украины, весомые достижения в профессиональной деятельности, многолетний добросовестный труд и по случаю годовщины подтверждения всеукраинским референдумом 1 декабря 1991 года Акта провозглашения независимости Украины указом президента Украины Виктора Ющенко в 2006 году награждён Орденом «За заслуги» III степени (Украина).

## Ссылка
- ОУНБ им. К. А. Тимирязева : Персоналии.